# Berkshire
Berkshire là một hạt ở phía Đông- Nam của Anh. Thủ phủ hạt đóng ở thị xã Reading.
Berkshire cũng thường được gọi là Hạt Hoàng gia Berkshire vì sự hiện diện của lâu đài Windsor ở hạt này, tên gọi này được sử dụng ít nhất từ thế kỷ 19, được công nhận bởi nữ hoàng vào năm 1957, và văn kiện Hoàng gia (letters patent) xác nhận điều này vào năm 1974.
Berkshire giáp hạt Oxfordshire (về phía bắc), Buckinghamshire (về phía đông bắc), Đại Luân Đôn (về phía đông), Surrey (về phía đông nam), Wiltshire (về phía tây) và Hampshire (về phía nam).. Vào năm 1974 những thị trấn như Abingdon, Didcot và Wantage được chuyển tới Oxfordshire, Slough được nhập vào từ Buckinghamshire,
Trong lịch sử thị xã thủ phủ là Abingdon, nhưng vào năm 1867 thì Reading - thị xã lớn hơn nhiều - thay thế Abingdon trong vai trò này. Năm 1974, có những cải tổ quan trọng đến ranh giới hành chính của hạt mặc dù ranh giới truyền thống không thay đổi. Abingdon và một số thị trấn khác phía tây bắc thuộc Berkshire (bao gồm cả Didcot và Wantage) được nhập vào Oxfordshire. Thay vào đó, Slough được nhập vào từ Buckinghamshire Một tổ chức lại sau đó, vào năm 1998, bãi bỏ Hội đồng hạt Berkshire, mặc dù vẫn giữ Berkshire là một hạt nghi lễ. Chức vụ cao nhất của chính quyền địa phương trong Berkshire được điều hành bởi 6 chính quyền đơn nhất của Bracknell Forest, Reading, Slough, Tây Berkshire, Windsor và Maidenhead và Wokingham.

## Lịch sử của hạt Berkshire
Hạt Berkshire là một trong những hạt lâu đời nhất của Anh. Hạt này có thể đã được thành lập vào những năm 840- một giai đoạn bao gồm sự thống nhất của "Sunningum" (Đông Berkshire) và " Ashdown" (Hạ Berkshire, bao gồm thung lũng Kennet).Tên hạt này được đề cập chính thức lần đầu tiên vào năm 860. Dựa theo Asser, một giám mục, tên gọi Berkshire được lấy từ tên một khu rừng lớn nhất vùng đó là Bearroc (tiếng Celtic nghĩa là "vùng có nhiều đồi núi")
Berkshire xuyên suốt trong lịch sử là một vùng đất chứng kiến nhiều cuộc chiến tranh trong nội bộ nước Anh. Bao gồm Đại Chiến Newbury lần 1 ở Wash Common (1643) và Đại chiến Newbury lần 2 ở Speen (1644). Trận chiến Reading cũng diễn ra ở đây vào năm 1688.
Vào ngày 1 tháng 4 năm 1974, biên giới của hạt Berkshire có sự thay đổi do Local Government Act 1972 (Đạo Luật chính quyền 1972). Berkshire lúc đó nắm quyền của cả vùng Slough và Eton- một phần của Buckinghamshire. Phần phía Bắc của Hạt trở thành một phần của Oxfordshire bao gồm các vùng nhỏ như Faringdon, Wantage và Abingdon trở thành huyện Vale of White Horse, Didcot và Wallingford được nhập vào huyện South Oxfordshire.
Vào ngày 1 tháng 4 năm 1998, Hội đồng Hạt Berkshire đã bị bãi bỏ theo khuyến nghị của Ủy ban Banham, tất cả các huyện trở thành những chính quyền đơn nhất (unitary authority). Khẩu hiệu "Chào mừng đến với Hạt Hoàng gia Berkshire" đã bị xóa bỏ nhưng hiện nay vẫn có thể bắt gặp ở một số quận thuộc Tây Berkshire.

## Tham khảo

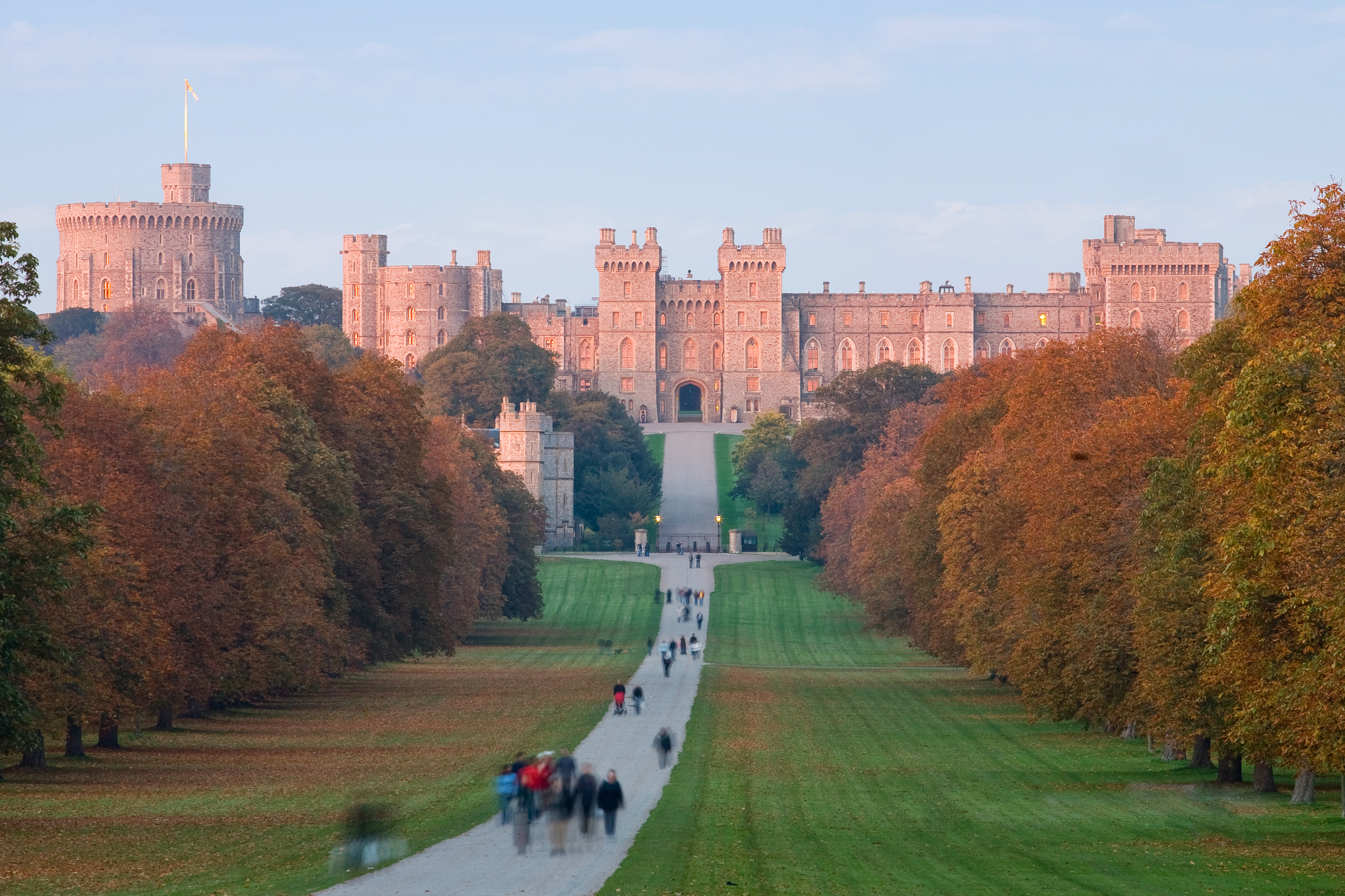
Windsor Castle, Nhìn từ con đường vào